# Pierre du Vair
 Pierre du Vair  (né à Paris en 1561, mort le 28 juin 1638), ecclésiastique, fut évêque de Vence de 1602 à 1638.

## Biographie
Pierre du Vair est issu d'une famille originaire d'Auvergne ; il est le fils de Jean du Vair et de Barbe François, et le frère cadet de Guillaume du Vair. Son père qui s'est installé à Paris commence sa carrière comme avocat au Parlement de Paris avant de devenir le procureur général de Catherine de Médicis et du futur roi Henri III. On ne connait pas la formation de Pierre du Vair. Il étudie vraisemblablement la théologie car on le considère comme docteur de la Sorbonne. Prieur de Brienne et de Monfaucon, il doit sans doute sa promotion à l'épiscopat à l'influence de son frère Guillaume du Vair devenu l'homme de confiance du nouveau roi Henri IV en Provence à partir de 1596. Il est nommé évêque de Vence en 1602, on ignore tout de sa consécration. Pierre du Vair obtient que son neveu Jacques Ribier lui soit adjoint comme coadjuteur le 23 juin 1636. Mais à la mort de son oncle en juin 1638, il renonce à son droit de succession en faveur d'Antoine Godeau, l'évêque de Grasse.